# Bellator 142
Bellator 142: Dynamite 1（ベラトール・ワンフォーティツー：ダイナマイト・ワン）は、アメリカ合衆国の総合格闘技団体「Bellator MMA」の大会の一つ。2015年9月19日、カリフォルニア州サンノゼのSAPセンターで開催された。

## 大会概要
キックボクシング団体「GLORY」と共催された本大会ではBellator世界ライトヘビー級タイトルマッチとGLORY世界ライトヘビー級王座決定戦が組まれた。
元Strikeforce世界ライト級王者ジョシュ・トムソン、キャリア5戦全勝のガブリエル・カラスコがBellatorデビュー。
総合格闘技の試合ではサークルケージ、キックボクシングの試合ではリングが設置された。

## 試合結果

### プレリミナリーカード
第1試合 Bellator 142ライトヘビー級トーナメント リザーブマッチ 5分2R
○  フランシス・カーモン vs.  アンソニー・ルイス ×
2R終了 判定3-0
第2試合 Bellatorフェザー級ワンマッチ 5分3R
△  トーマス・ディアン vs.  マイク・マロット △
2R終了 判定0-0
第3試合 GLORYライト級ワンマッチ 3分3R
○  ホセ・パラシオス vs.  TJ・アーケンジェル ×
3R終了 判定2-1
第4試合 GLORYフェザー級ワンマッチ 3分3R
○  セルゲイ・アダムチャック vs.  アンバー・ボナザロフ ×
3R終了 判定3-0
第5試合 Bellatorライト級ワンマッチ 5分3R
○  アダム・ピッコロッティ vs.  サルヴァドール・ベセーラ ×
2R 1:47 ネッククランク
第6試合 Bellatorバンタム級ワンマッチ 5分3R
○  ガブリエル・カラスコ vs.  ジョー・ニール ×
3R終了 判定3-0

### メインカード
第7試合 Bellator 142ライトヘビー級トーナメント 1回戦 5分2R
○  キング・モー vs.  リントン・ヴァッセル ×
2R終了 判定3-0
※モーがトーナメント決勝進出。
第8試合 Bellator 142ライトヘビー級トーナメント 1回戦 5分2R
○  フィル・デイヴィス vs.  エマニュエル・ニュートン ×
1R 4:39 キムラロック
※デイヴィスがトーナメント決勝進出。
第9試合 GLORY女子バンタム級ワンマッチ 3分3R
○  ケリー・メレンデス vs.  ハドリー・グリフィス ×
3R終了 判定3-0
第10試合 GLORYウェルター級ワンマッチ 3分3R
○  ポール・デイリー vs.  フェルナンド・ゴンザレス ×
3R終了 判定3-0
第11試合 Bellatorライト級ワンマッチ 5分3R
○  ジョシュ・トムソン vs.  マイク・ブロンズーリス ×
3R 0:39 肩固め
第12試合 GLORY世界ライトヘビー級王座決定戦 3分5R
○  サウロ・カバラリ vs.  ザック・ムウェカサ ×
5R終了 判定2-0
※カバラリが王座獲得に成功。
第13試合 Bellator 142ライトヘビー級トーナメント 決勝 5分3R
○  フィル・デイヴィス vs.  フランシス・カーモン ×
1R 2:15 KO（左フック→パウンド）
※デイヴィスがトーナメント優勝。
第14試合 Bellator世界ライトヘビー級タイトルマッチ 5分5R
○  リアム・マギリー vs.  ティト・オーティズ ×
1R 4:41 横三角絞め
※マギリーが初防衛に成功。

### ポストTVカード
第15試合 Bellatorミドル級ワンマッチ 5分3R
○  ニック・ピカ vs.  マウリシオ・アロンゾ ×
3R終了 判定3-0
第16試合 Bellatorウェルター級ワンマッチ 5分3R
○  ジェームス・テリー vs.  カルロス・エドゥアルド・ホシャ ×
1R 4:00 TKO（パンチ連打）
第17試合 Bellatorフェザー級ワンマッチ 5分3R
○  デイヴィッド・ブランコ vs.  ビクター・ジョーンズ ×
3R終了 判定3-0
第18試合 Bellatorフライ級ワンマッチ 5分3R
○  ジョシュ・パイヴァ vs.  マシュー・ラミレス ×
1R 2:56 腕ひしぎ十字固め
第19試合 Bellatorミドル級ワンマッチ 5分3R
○  ブランドン・ヘスター vs.  デマルコ・ビジャロナ ×
1R 3:06 三角絞め
第20試合 Bellatorライト級ワンマッチ 5分3R
○  JJ・オカノヴィッチ vs.  イスラエル・デルガド ×
3R終了 判定3-0

### アマチュアカード
第21試合 Bellator女子フライ級ワンマッチ 2分3R
○  アイシア・コルテス vs.  グロリア・テレス ×
3R終了 判定3-0